# メイド・フォー・ナウ
「メイド・フォー・ナウ」(Made for Now)は、アメリカのシンガーソングライターのジャネット・ジャクソンとプエルトリコのラッパーのダディー・ヤンキーの楽曲。英国のソングライター、ミュージシャン、プロデューサーであるハーモニー・サミュエルズがプロデュースを手掛け、ジャクソンの長年のコラボレーターであるジャム&ルイスもジャクソンとともにプロダクションに参加している。本楽曲は2018年8月17日にデイヴ・メイヤーズ監督のミュージック・ビデオとともにデジタル・ダウンロード規格で発売された。このリリースはジャクソンの個人レーベルのリズム・ネイション・レコードがシンク・ミュージック・グループと業務提携を発表してから初めてのリリースになる。
アメリカのBillboard Hot 100では本楽曲は最高位88位で初登場し、ホットR&B/ヒップホップ・ソングスのチャートでは36位を記録。全米ダンス・クラブ・ソングスのチャートではジャクソンにとって20曲目、ダディー・ヤンキーにとっては初の首位となった。「メイド・フォー・ナウ」はいくつかの海外のデジタル販売を対象としたチャートにも登場した。本楽曲は「ステイト・オブ・ザ・ワールド・ツアー」や『ザ・トゥナイト・ショウ・ウィズ・ジミー・ファロン』、2018年のMTVヨーロッパ・ミュージック・アワードなどで披露された。

## 収録曲
- デジタル・ダウンロード[3]

1. "Made for Now" (with Daddy Yankee) – 3:30

- ライアン・スカイ・リミックス[4]

1. "Made for Now" (Ryan Skyy Extended Remix) – 4:59
2. "Made for Now" (Ryan Skyy Radio Remix) – 3:47

- エリック・クーパー・リミックス[5]

1. "Made for Now" (Eric Kupper Extended Remix) – 7:21
2. "Made for Now" (Eric Kupper Radio Remix) – 3:37

- ベニー・ベナッシ&カロヴァ・リミックス[6]

1. "Made for Now" (Benny Benassi x Canova Remix) – 2:55

- ラテン・ヴァージョン[7]

1. "Made for Now (Latin Version) - 3:21

- 12" シングル[8]

1. Made for Now
2. Made for Now (Latin Version)
3. Made for Now (Benny Benassi x Canova Remix)
4. Made for Now (Ryan Skyy Remix)
5. Made for Now (Dirty Werk Remix)
6. Made for Now (Eric Kupper Radio Remix)
7. Made for Now (Eric Kupper Extended Remix)
8. Made for Now (Girls Make Beats Remix)

## チャート
| チャート (2018年)                               | 最高位 |
| ----------------------------------------------- | ------ |
| ARIA デジタル・トラックス (ARIA)                | 40     |
| カナダ ホット・デジタル・ソングス (Billboard)   | 29     |
| フランス・ダウンロード (SNEP)                   | 33     |
| ハンガリー (Single Top 40)                      | 38     |
| メキシコ (Mexico Airplay)                       | 1      |
| オランダ (Dutch Top 40 Tipparade)               | 15     |
| オランダ デジタル・ソング・セールス (Billboard) | 7      |
| スコットランド (Official Charts Company)        | 79     |
| スペイン フィジカル/デジタル (PROMUSICAE)       | 27     |
| UK ダウンロード (Official Charts Company)       | 47     |
| US Billboard Hot 100                            | 88     |
| US Dance Club Songs (Billboard)                 | 1      |
| US Hot R&B/Hip-Hop Songs (Billboard)            | 36     |

### 年間チャート
| チャート (2018年)                         | 順位 |
| ----------------------------------------- | ---- |
| 全米 アダルトR&Bソングス (Billboard)      | 43   |
| 全米 ダンス・クラブ・ソングス (Billboard) | 47   |

| チャート (2019年)         | 順位 |
| ------------------------- | ---- |
| メキシコ (Monitor Latino) | 36   |